# Tour DuPont
Tour DuPont là một giải đua xe đạp tại Mỹ được tổ chức trong các năm từ 1991 đến 1996. Giải được dự kiến sẽ trở thành sự kiện đua xe đạp của Bắc Mỹ tương đương với Tour de France về hình thức và danh tiếng. Tên giải được đặt theo tên nhà tài trợ DuPont. Giải được tổ chức ở các tiểu bang Trung-Đại Tây Dương, bao gồm các khu vực gần trụ sở chính của DuPont tại Wilmington, Delaware.
Sự kiện đã thu hút nhiều vận động viên đỉnh cao, bao gồm Lance Armstrong và Greg LeMond và có sự góp mặt của các đội đua tầm cỡ đến từ châu Âu. Tuy nhiên sau lần tổ chức thứ sáu vào năm 1996, DuPont cắt hợp đồng tài trợ và từ đó tới nay giải không được tổ chức thêm lần nào.
Trước khi Tour DuPont được thành lập, một giải đua xe đạp tương tự được tài trợ bởi Donald Trump và được biết đến với tên gọi Tour de Trump đã được tổ chức vào các năm 1989 và 1990.

## Kết quả và những sự kiện nổi bật
Mùa giải đầu tiên năm 1991 đã có một pha cán đích kịch tính, bằng việc cua rơ người Hà Lan Erik Breukink của đội PDM bất chấp bị xịt lốp, rút ngắn khoảng cách 50 giây để đánh bại Atle Kvalsvoll trên đường phố Wilmington, Delaware. Năm đó cũng là lần đầu tiên một cua rơ người Mỹ đứng đầu bảng xếp hạng trong giải đua danh giá nhất toàn quốc, khi Greg Oravetz của đội Coors Light giành áo vàng sau một pha bứt tốp tại Arlington, Virginia. Đó cũng là năm cuối cùng Lance Amstrong thi đấu dưới danh nghĩa vận động viên nghiệp dư, trong màu áo Đội tuyển Quốc gia Hoa Kỳ, cùng đội với tay đua người Mỹ Nate Schafer, người chiến thắng Chặng 5 đua vòng tròn trong khi Lance chỉ về thứ ba chặng đó.
Năm 1992, người Mỹ đầu tiên vô địch giải là nhà vô địch Tour de France Greg LeMond. Đồng đội của ông Kvalsvoll về thứ hai trong năm thứ hai tham gia giải, hỗ trợ LeMond suốt ba ngày cuối cùng mặc dù thành tích của hai cua rơ chỉ cách nhau một giây.
Mùa giải 1993 chứng kiến sự chuyển mình của một ngôi sao trong tương lai, khi Lance Amstrong, thi đấu cho đội Motorola, thách thức vận động viên của đội WordPerfect Raúl Alcalá cho chức vô địch. Alaca sau đó giành áo vàng chung cuộc sau khi bỏ xa Armstrong trong chặng thi đấu 59 km tính giờ, nhưng cua rơ trẻ người Mỹ cũng về nhì.
Một tay đua khác của WordPerfect, Viatcheslav Ekimov, lên ngôi vô địch năm 1994, trong khi Armstrong lại đứng thứ hai trong năm thứ hai tham gia giải. Ông bước lên bục vinh quang vào mùa giải 1995 khi vượt qua Ekimov và Andrea Peron. Armstrong cũng là nhà vô địch ở mùa giải cuối cùng năm 1996, cua rơ người Pháp Pascal Hervé về thứ hai.

## Những người vô địch
|      | Cua rơ                   | Đội          |
| ---- | ------------------------ | ------------ |
| 1991 | Erik Breukink (NED)      | PDM-Concorde |
| 1992 | Greg LeMond (USA)        | Z            |
| 1993 | Raúl Alcalá (MEX)        | WordPerfect  |
| 1994 | Viatcheslav Ekimov (RUS) | WordPerfect  |
| 1995 | Lance Armstrong (USA)    | Motorola     |
| 1996 | Lance Armstrong (USA)    | Motorola     |